# Affaire Silvia Filler
Silvia Filler (1953-1971) était une étudiante argentine, réformiste, assassinée à l'Université de Mar del Plata, par des membres de la Concentración Nacional Universitaria , un groupe d'extrême-droite de la Jeunesse péroniste, le 6 décembre 1971. Son nom a depuis été invoqué en tant que symbole de l'activisme étudiant. 

## Famille
Silvia Ana Filler était la fille de l'odontologue Roberto Filler, président de la section locale du Rotary Club. En 1971, elle venait de terminer ses études secondaires au collège national Mariano Moreno.

## Contexte
La « Révolution argentine » qui initie la première dictature militaire permanente d'Argentine eut lieu en 1966, alors que Silvia Filler avait 13 ans. Le cycle de violence qui allait culminer dans la « guerre sale » commença à cette époque. Alors que la vie politique était prohibée par la dictature, laquelle avait dissout tous les partis politiques, le syndicalisme et les organisations étudiantes, en particulier de la Jeunesse péroniste, ou encore celles de la Federación Universitaria Argentina, jouèrent un rôle important de politisation, qui commence à prendre un virage insurrectionnel avec le Cordobazo de 1969, un soulèvement populaire bientôt imité ailleurs. Des manifestants commencent à être assassinés lors des défilés (Santiago Pampillón, Juan José Cabral, Máximo Mena, Adolfo Ramón Bello, Luis Norberto Blanco, Hilda Guerrero de Molina, etc.) : Silvia Filler sera l'une de ces victimes. 

## Assemblée générale et assassinat
Le 3 décembre 1971, deux étudiantes lancèrent une pastille de gamexane (un insecticide) comme acte de protestation politique dans un cours de la Faculté d'architecture de ce qui était alors l'Université provinciale de Mar del Plata. Le jour suivant, elles furent exclues, ce à quoi le Centro de Estudiantes (CEAM) répondit en convoquant une assemblée générale pour le 6 décembre. Daniel Medina, devenu recteur de l'Université de Mar del Plata dans les années 1990-2000, y était en tant que relator. 
Lors de l'AG, un groupe de la Concentración Nacional Universitaria (CNU), organisation d'extrême-droite de la Jeunesse péroniste, fit irruption afin de dissoudre celle-ci par la force. De gauche, Silvia Filler elle-même avait son propre frère à la CNU. Au moins deux personnes du CNU tirèrent alors sur les étudiants, provoquant la mort de Silvia Filler, atteinte d'une balle dans la tête. 
Quatre autres étudiants furent blessés par balle : José Fiscaletti, Marcos Chueque, qui fut l'un des desaparecidos de la dictature de Videla, Oscar Alberto Ibarra et Nestor Adolfo Vila. La police, qui stationnait en face de la faculté, refusa d'intervenir. Filler fut amenée d'urgence à la Clínica Central où elle décéda. 
Son enterrement fut suivi par une grande foule, et quelques incidents eurent lieu à ce moment. La faculté fut ensuite occupée une semaine par les étudiants, tandis qu'on donna, six mois après, le nom de Silvia Filler à la grande salle où avait eu lieu l'assemblée .
L'assassinat de Silvia Filler fit l'objet d'une enquête dirigée par le juge Adolfo H. Martijena. Plusieurs personnes furent condamnées pour homicide et coups et blessures, dont Oscar Héctor Torres, qui avait tiré le coup de feu, etc. L'amnistie décrétée par le président Héctor Cámpora en 1973 mit fin à l'affaire.

## Source originale
- (es) Cet article est partiellement ou en totalité issu de l’article de Wikipédia en espagnol intitulé « Silvia Filler » (voir la liste des auteurs).